# Route nationale 331
Pour les articles homonymes, voir Route nationale 331 (homonymie).
La route nationale 331, ou RN 331, était une route nationale française reliant Dammartin-en-Goële à Sainte-Aulde. À la suite de la réforme de 1972, la RN 331 a été déclassée en RD 401.

## Ancien tracé de Dammartin-en-Goële à Sainte-Aulde (D 401)
- Dammartin-en-Goële (km 0)
- Saint-Soupplets (km 10)
- Marcilly (km 16)
- Étrépilly (km 20)
- Trocy-en-Multien (km 23)
- Beauval, commune du Plessis-Placy (km 25)
- Lizy-sur-Ourcq (km 28)
- Sainte-Aulde (km 40)